# Lac Amara
Le lac Amara est un liman situé en Roumanie. Le lac contient des sels reconnus d'avoir des qualités curatives. Ce lac est aujourd'hui asséché, à la suite des sécheresses des précédents étés.

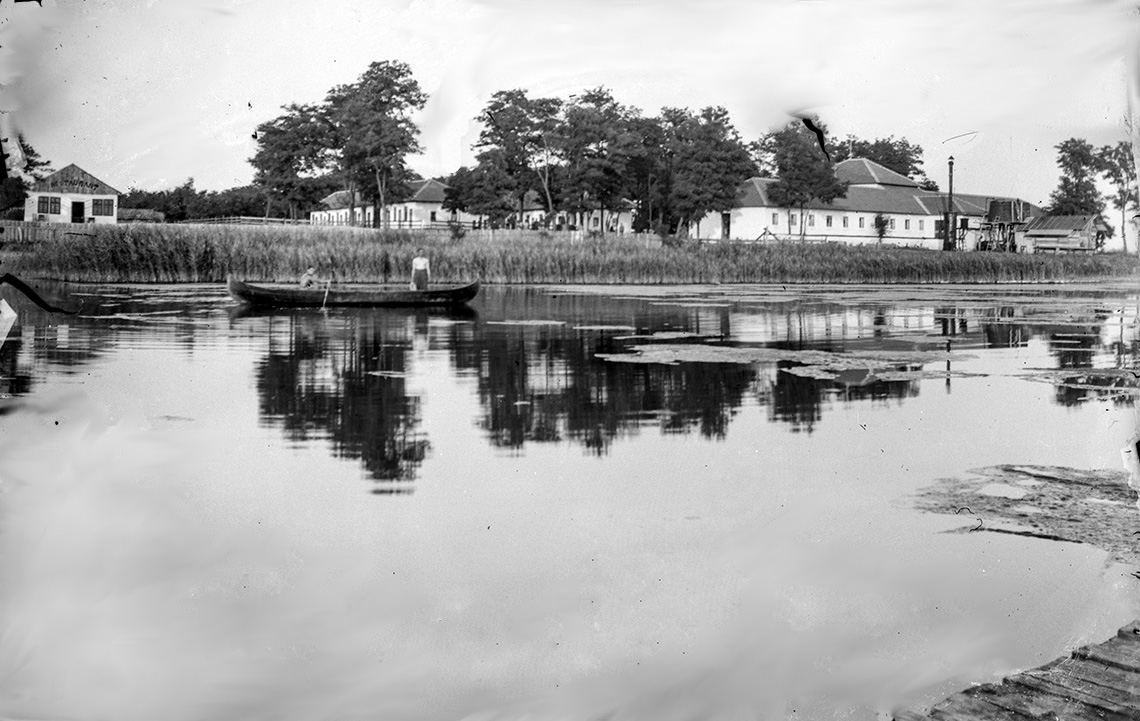
Le lac, photo prise vers 1930-1940.